# Convention sur la notification rapide d'un accident nucléaire
La Convention sur la notification rapide d'un accident nucléaire est une convention internationale adoptée le 26 septembre 1986, sous l’égide de l’ONU et de l’AIEA. Elle en vigueur depuis le 27 octobre 1986. Elle a été établie après la catastrophe de Tchernobyl. La Convention reprend et développe deux principes anciens du droit international : les principes de bonne foi et de bon voisinage (sans toutefois s'y référer), mais avec un point nouveau et essentiel : l’obligation de notifier sans délai l'accident en informant sur les éventuelles conséquences et risques radiologiques pour les autres États.

## Origine
Cette convention est directement issue du retour d'expérience de l'accident de Tchernobyl qui a montré que le manque d’information, de transparence, de communication et de coopération a fortement retardé les réponses locales et internationale, notamment face au nuage radioactif et aux effets de ses retombées sur l’air, l’eau, les sols et les écosystèmes.
En dépassant les éventuels accords bilatéraux ou régionaux, la convention « sur la notification rapide d'un accident nucléaire » s’inscrit plus largement dans le cadre de la coopération internationale et d’une sûreté nucléaire mieux organisée et partagée.
En termes d’Histoire du droit elle s’inscrit dans les principes généraux de bonne foi et de bon voisinage qui sont à la source du droit international, voulant notamment que les activités exercées sous la juridiction ou le contrôle d’un état ne provoquent aucun dégât à l'environnement d'autres États ou de zones ne relevant pas d'une juridiction nationale (conformément au principe 21 de la Déclaration de Stockholm). En termes de force et de portée juridiques, une déclaration n’a pas la même force juridique qu’une convention internationale, mais le contenu de la déclaration de Stockholm a si souvent été réaffirmé lors de la création d’autres instruments  internationaux (conventionnels  ou non-obligatoires) qu'elle est passée dans le droit coutumier international.
La Convention sur la notification rapide d'un accident nucléaire s’inscrit aussi dans une tendance à mieux prévenir et gérer les grands accidents technologiques à conséquences transfrontalières possibles ou avérées, une autre tendance étant d'encourager ou rendre obligatoire l'assistance entre pays (voisins ou plus éloignés), y compris pour protéger  l’environnement (En 1972 la Déclaration de Stockholm  a introduit cette notion d'assistance écologique : « les déficiences de l'environnement imputables à des catastrophes naturelles posent de graves problèmes, le meilleur moyen d'y remédier est l'assistance en tant que de besoin », mais c'est le principe 18 in fine de la Déclaration de Rio de 1992 qui est beaucoup plus direct : « (...). La communauté internationale doit faire tout son possible pour aider les États sinistrés ».

En outre le principe 21 de cette même déclaration de la Conférence de Stockholm en donne la formulation définitive : « ... les États... ont le devoir de faire en sorte que les activités exercées dans les limites de leur juridiction ou sous leur contrôle ne causent pas de dommage à l'environnement dans d'autres États ou dans des régions ne relevant d'aucune juridiction nationale ».
Une Convention sur la pollution atmosphérique transfrontière à longue distance avait déjà été votée à Genève, le 13 novembre 1979 (en vigueur depuis le 16 mars 1983). Cette convention prenait aussi en compte les États autres que riverains, mais avec le défaut de ne concerner que les accidents polluant l'air (et non l’eau ou d’autres vecteurs de contaminants). Cette convention, lors de la catastrophe de Tchernobyl, n’a pas été mobilisée alors que tous les États impliqués (Union soviétique y compris) en étaient signataires (parties contractantes).
Elle ne contient pas de devoir unilatéral d’information : elle ne prévoit pas explicitement d’informer le public, mais les autres États (et uniquement s'ils le demandent) et/ou l'AIEA.
Or, les frontières existent aussi en mer où existe en outre une zone internationale. La Convention sur le droit de la mer engage aussi les pays à coopérer en mer en cas de risque imminent de dommage ou de dommage effectif au milieu marin par pollution. Une convention (Bruxelles 1969) encourage l'intervention en haute-mer sur des navires portant pavillon étranger dès lors que l’accident est source avérée ou potentielle de pollution par hydrocarbures ou autre substance dangereuse.

## Utilité
La convention vise à « limiter le plus possible les conséquences radiologiques » de certains accidents, notamment hors des frontières du pays où a eu lieu l’accident, en lien avec l’AIEA qui peut alors rapidement informer les autres États-membres ou toute organisation internationale pertinente en faisant la demande. On sait que lors d’accidents graves impliquant une contamination de l’environnement la vitesse de réaction et son organisation seront capitales. La bonne information des acteurs est aussi un autre gage de réponse rapide et adaptée.
La bonne application de cette convention peut permettre une assistance technique, financière, en moyens humains et spéciaux plus rapide, ainsi que potentiellement une « assistance écologique » .

## Accidents à obligatoirement signaler («casus notificandi»)
Sont concernés par la convention tout accident « qui entraîne ou entraînera probablement un rejet de matières radioactives, et qui a eu ou peut avoir pour conséquence un rejet transfrontière international susceptible d'avoir de l'importance du point de vue de la sûreté radiologique pour un autre État » ;

## Obligations pour l'Etat notificateur
L'Etat où a eu lieu l'accident doit :
- notifier « sans délai, directement ou par l'entremise de l'Agence internationale de l'énergie atomique (ci-après dénommée l'"Agence"), aux États qui sont ou peuvent être physiquement touchés comme indiqué dans l'article premier, ainsi qu'à l'Agence, l'accident nucléaire, sa nature, le moment où il s'est produit et sa localisation exacte quand cela est approprié » ;
- Fournir rapidement aux États visés à l'alinéa a), « directement ou par l'entremise de l'Agence, ainsi qu'à l'Agence, les informations disponibles pertinentes pour limiter le plus possible les conséquences radiologiques dans ces États, conformément aux dispositions de l'article 5 (...) »

L'article 3 de la convention précise en outre que « En vue de limiter le plus possible les conséquences radiologiques, les États Parties peuvent faire une notification dans les cas d'accidents nucléaires autres que ceux qui sont énumérés à l'article premier ».

## Fonction de l'AIEA (dans cette convention)
L'article 4 précise  
L'Agence doit immédiatement « informer les États Parties, les États Membres, les autres États qui sont ou peuvent être physiquement touchés comme indiqué dans l'article premier et les organisations internationales intergouvernementales (ci-après dénommées "organisations internationales") pertinentes d'une notification reçue conformément à l'alinéa a) de l'article 2 »; L'Agence doit aussi « fournir rapidement à tout État Partie, à tout État Membre ou à toute organisation internationale pertinente qui en fait la demande les informations qu'elle a reçues conformément à l'alinéa b) de l'article 2 ».

## Informations à donner
L'article 5 précise les 8 types d'informations à donner (dans la mesure où l'Etat notificateur les possède).  

En première urgence, ces informations sont :
- le moment, la localisation exacte et la nature de l'accident,
- l'installation ou l'activité concernées
- la cause supposée ou connue et l'évolution prévisible de l'accident,
- les caractéristiques générales du rejet de matières radioactives,
- les conditions météorologiques et hydrologiques du moment (notamment nécessaires à la modélisation de nuages de pollution, de pollution de l’eau, de transferts par des animaux migrateurs, etc.);
- les mesures de protection prises ou projetées hors du site, etc.

Plus tard, ces informations doivent être complétées.
Les Etats touchés peuvent demander des informations supplémentaires ou des consultations afin  de limiter, tant que possible les conséquences radiologiques  de l’accident (dans les limites de leur juridiction) (art. 6).
Les informations sont adressées aux Etats intéressés, ou d'abord à l'Agence internationale de l'énergie atomique, qui les transmet rapidement aux Etats intéressés, et aux autres Etats membres qui en feraient la demande (art. 4).
Chaque Etat doit définir une « autorité compétente » et établir un « point de contact » qui fournit ou reçoit la notification (art. 7)

## Accidents concernés
Ils sont précisés par l’alinéa 2.  Ce sont :
a) Tout réacteur nucléaire où qu'il soit situé ;
b) Toute installation du cycle du combustible nucléaire ;
c) Toute installation de gestion des déchets radioactifs ;
d) Le transport et le stockage de combustibles nucléaires ou de déchets radioactifs ;
e) La fabrication, l'utilisation, le stockage provisoire, le stockage définitif et le transport de radio-isotopes à des fins agricoles, industrielles et médicales, à des fins scientifiques connexes et pour la recherche ;
f ) L'utilisation de radio-isotopes pour la production d'électricité dans des objets spatiaux.

## Préparation (Histoire du droit)
Ce texte a été préparé (dans les mois qui ont suivi l’explosion du réacteur n° 4 de la centrale nucléaire de Tchernobyl) par des experts gouvernementaux (de 62 États membres) sous l’égide de l'AIEA, en présence de représentants de dix ONG, à Vienne, du 21 juillet au 15 août 1986. Au même moment, ces mêmes acteurs préparaient aussi un autre projet de convention, complémentaire (projet de convention sur l' « assistance en cas d'accident nucléaire ou de situation d'urgence radiologique »).

Ces deux projets furent présentés à la Conférence générale de l'AIEA (session extraordinaire du 24 au 26 septembre 1986) qui les a adoptés. 58 États l’ont rapidement signée et elle est entrée en vigueur le 27 octobre 1986. Ce délai inhabituellement court pour une convention de cette importance semble être dû au contexte de l’accident de Tchernobyl et au fait que le texte n’implique pas de changement constitutionnel (et donc pas de ratification par le parlement) à la différence de la seconde convention (sur l'assistance),

Lors des séances de préparation, il y a eu des tensions entre les États nucléarisés (quelques pays riches) et les autres (de nombreux pays économiquement moins avancés). 
Au sein du groupe des États nucléarisés, d’autres divergences sont apparues entre ceux n'ayant qu'un nucléaire civil destiné uniquement à produire de l’électricité et ceux ayant aussi un nucléaire militaire ou autre (production de radioisotopes médicaux ou destinés au traçage, réacteurs à vocation de R&D ou scientifiques).
La France a émis des réserves, visant à garantir le droit pour l’État notificateur à ne pas diffuser d'informations pouvant compromettre sa sécurité nationale (33). Le texte final prévoit que des informations «  confidentielles » doivent être données, mais non diffusées (art. 5, al. 3).

## Limites
Selon le juriste Alexandre Charles Kiss (1925-2007, Directeur de recherche au CNRS à Strasbourg en 1989, Président du Conseil européen du droit de l'environnement, en 1989), comme c’est souvent le cas dans le droit international récent, les auteurs ont fait d’une grande prudence dans leur formulation, en parlant d’informations « pertinentes », en omettant de parler explicitement des armes nucléaires et en omettant de traiter de trois questions :
- la responsabilité [2] ;
- la réparation des dommages, alors que la R.F.A avait par exemple souhaité que la convention proclame explicitement que tous les États ont la responsabilité de veiller à ce que les activités nucléaires soient conduites « de manière à protéger la santé et la sécurité du public et l'environnement » [2];.
- Les armes nucléaires : elles ne sont pas explicitement mentionnées, à la demande d’États possédant un nucléaire militarisé (comme le montrent les travaux préparatoires et l'article 3). Pour Alexandre Charles Kiss  « cette omission est en fait une exclusion » car cet article 3 envisage bien les « autres accidents » mais en prévoyant pour ces cas particuliers que les États-parties « peuvent » faire une notification, sans y être obligés par la Convention. (voir p 148)[2]. 
Le jour de la session extraordinaire de l'AIEA qui a validé cette convention, M. Madelin qui représentait la France a réaffirmé devant l'AIEA que son pays entendait fournir les informations appropriées concernant les accidents nucléaires « qui ne sont pas couverts par l'article 1er de la convention », si par ailleurs ils correspondent aux critères de l'art. 1 al. 1 [7].

L'alinéa 3 de l'Art 5 précise que les informations « confidentielles » données par l’État notificateur aux autres États ne doivent pas ensuite  être diffusées au public.

#### Généralités
- Convention internationale
- Pollution transfrontalière
- Sécurité nucléaire
- Matière nucléaire, Déchet radioactif
- Centrale nucléaire, réacteur
- Transport du combustible nucléaire
- Département de la sécurité nucléaire
- Catastrophe de Tchernobyl
- Nuage de Tchernobyl
- Accident de Fukushima

#### Aspects juridiques
- Agence internationale de l'énergie atomique
- Responsabilité environnementale
- Droit maritime
- Frontière, Frontière maritime
- Droit de la mer
- Mesures conservatoires
- Mesures compensatoires
- Cour internationale de justice (CIJ)